# 7. банијска дивизија НОВЈ
Седма банијска ударна дивизија била је дивизија Народноослободилачке војске Југославије, формирана 22. новембра 1942. наредбом Врховног штаба НОВ и ПОЈ од Седме и Осме банијске бригаде и Тринаесте хрватске бригаде Јосип Краш. Први командант дивизије био је Павле Јакшић, политички комесар Ђуро Кладарин, а начелник Штаба Војислав Ђокић.
Пошто је Tринаеста бригада била удаљена и оперисала самостално, уместо ње у састав дивизије je 26. децембра 1942. ушла Шеснаеста банијска бригада. Под командом дивизије налазио се и Банијски партизански одред. Налазила се у саставу Првог хрватског корпуса (касније Четврти хрватски корпус), а њено основно оперативно подручје обухватало је Банију. Од јануара до јула 1943. била је у саставу Оперативне групе дивизија, под командом Врховног штаба НОВ и ПОЈ, са којом је учествовала у Четвртој и Петој непријатељској офанзиви. Током 1944. дејствовала је у Мославини, а током завршних операција 1945. у Цазинској крајини и Лици.
Сматрала се једном од елитних јединица НОВЈ. Септембра 1943. за изванредне успехе добила је назив „ударна”, а њене три бригаде (Седма, Осма и Шеснаеста банијска бригада) одликоване су Орденом народног хероја.

## Борбени пут Седме дивизије
По оснивању дивизија је садејствовала операцијама Првог босанског корпуса у доњем току реке Уне. На почетку операције „Вајс I” дивизија је успешно ометала развијање и напредовање 369. легионарске дивизије преко Баније, али се због бочног продора 7. СС дивизије 24. јануара 1943. морала пребацити на десну обалу Уне ради запречавања пута према Бихаћу.
Током операције „Вајс II”, односно Битке на Неретви дивизија је била ангажована у исцрпљујућим одбрамбеним борбама ради спречавања продора немачко-усташке групације „Фогел” према Прозору.
За време Битке на Сутјесци дивизија је од 3. јуна 1943. године била у саставу Јужне групе, са задатком да, заједно са Трећом дивизијом и Централном болницом пребаци преко Таре у Санџак. Како се то показало немогућим, дивизији је 8. јуна наређено да се хитно, усиљеним маршем, пребаци преко Сутјеске и повеже са Северном групом. Дивизија је Сутјеску прешла у последњи час, а напад немачке борбене групе „Гертлер” којим су Немци коначно затворили обруч на Сутјесци, захватио је зачеље дивизијске колоне. Немци су заробили око 200 рањеника, чланова болничког особља и обезбеђења, и готово све их стрељали на лицу места. О овом догађају је дао изјаву потпоручник Вилднер Рајнхолд:
"Почетком јуна 1943, за вријеме операције „Шварц“, заробљено је, како ми је то причао потпоручник Вик, на једној ливади између Сутјеске и виса Кикало, око 150 партизана. Код рапортирања потпоручника о заробљеним партизанима, командант борбене групе потпуковник Трибукајт је рекао: „Не могу да видим ове псе“, те је дао наређење једном командиру чете да заробљене партизане побије митраљезима. По наређењу потпуковника Гертлера које ми је пренио капетан Келц, ја сам извршио стрељање над 13 људи и једном женом. Стрељање је извршено неколико стотина метара иза Кошура. За ово сам узео са собом двије групе из моје батерије. На једном рубу шуме дао сам стрељати прву групу од 7 људи. Стрељање су извршили војници из моје батерије. Пошто је један стрељани још давао знаке живота, ја сам испалио један хитац на њега из мог пиштоља. Друга група са женом стрељана је такође на истом мјесту. Заробљеници нису пред стрељање изразили никакве жеље. Били су потпуно мирни иако су по свему могли закључити да ће бити стрељани. По моме наређењу, ископан је велики јарак у који су затим затрпани стрељани. Споља то мјесто није означено као гроб..." 
Након пробоја преко Зеленгоре, дивизија је до краја августа водила борбе у источној и централној Босни под непосредном командом Врховног штаба. Почетком септембра 1943. вратила се на Банију, где је реорганизована.
Када је 1. септембра 1943. године поново прешла преко Уне, враћајући се из Босне, Херцеговине, Санџака и Црне Горе — „кући“, од 4.100 бораца Седме банијске дивизије Банију је угледало свега 550.
Седма и Осма банијска бригада попуњене су и преименоване у Прву и Другу, а Прва и Друга бригада Унске оперативне групе у Трећу и Четврту бригаду Седме дивизије. У састав дивизије ушли су такође и Јеврејски и Италијански батаљон. Тада је дивизија ушла у састав Четвртог хрватског корпуса.
На овом за виталне комуникације изузетно важном терену Баније, дивизија је у борби против крупних нимачких и усташких снага постигла значајне успехе. Учесталим крупним диветрзијама и ударима на посаде на заштити комуникација дивизија је нанела знатне губитке и тешкоће осовинским снагама. Успешне борбри имала је током операције „Пантер” током децембра 1943, а 11. јануара 1944. године ослободила је Глину. У мају се дивизија нашла на удару немачке операције „Шах”.
Средином августа Штаб Седме дивизије са Трећом и Четвртом бригадом пребацио се у Мославину, где је садејствовао јединицама Десетог загребачког корпуса, док су Прва и Друга бригада и Први и Други банијски партизански одред наставили дејства у Банији. Две бригаде Седме дивизије заједно са деловима Шестог славонског корпуса и Десетог загребачког корпуса учествовале су у нападу на усташки гарнизон у Копривници у октобру 1944. године.
У завршним операцијама Седма банијска дивизија била је потчињена Штабу Четврте армије, у чијем саставу је учествовала у Тршћанској операцији.
Указом Врховног штаба септембра 1943. године Седма дивизија проглашена је ударном у знак признања за постигнуте успехе и поднете жртве.

## Командни састав дивизије
- Команданти дивизије:
  - Павле Јакшић — од формирања дивизије до јануара 1944.
  - Милан Павловић — од јануара 1944. до краја рата
- Политички комесари дивизије:
  - Ђуро Кладарин — од формирања дивизије до јула 1943.
  - Урош Крунић — од половине 1944. до јануара 1945.
  - Милан Кнежевић — од јануара 1945. до краја рата
- Начелници Штаба дивизије:
  - Војислав Ђокић — од формирања дивизије до маја 1943.[б]
  - Милан Павловић — од маја 1943.
  - Станко Бјелајац
  - Михајло Војводић — од половине 1944. до краја рата